# Efterled
Efterled (-et eller -en) är det andra ledet av ett sammansatt ord.
I en sammansättning som 'lyxrestaurang' är lyx- förled och -restaurang efterled. Oavsett hur många ordled som ingår i en sammansättning kan man i regel dela upp det sammansatta ordet i förled och efterled. I en längre sammansättning som 'lyxrestaurangsmåltid' är efterledet -måltid självt en sammansättning, som i sin tur har efterledet -tid. Man kan i princip ha hur många sammansättningsled som helst i större sammansättningar, men det är något som helst bör undvikas, eftersom det blir otympligt.
I svenska ortnamn är sammansättningar vanliga och vissa efterled förekommer mycket ofta, till exempel -by, -berg, -bo, -köping, -lösa, -mora, -stad och -åker.
Ett mycket vanligt böjningsproblem är frågan om det ska vara ett foge-s mellan för- och efterled. En viktig regel är att i dubbla sammansättningar, där förledet självt är ett sammansatt ord, läggs oftast -s till mellan förledet och efterledet. Exempel:  vägkarta men landsvägskarta,  båtresa men ångbåtsresa.
När efterledet är huvudled talar man om determinativa sammansättningar. Då är förledet en bestämning till efterledet. 
Ibland förekommer kopulativa sammansättningar. Inget led är då överordnat. Så är fallet exempelvis i ordet 'blåsvart'.